# Хендерсон (Кентаки)
Хендерсон (енгл. Henderson) град је у америчкој савезној држави Кентаки.

## Демографија
По попису из 2010. године број становника је 28.757, што је 1.384 (5,1%) становника више него 2000. године.
| Група             | 2000.          | 2010.          |
| Белци             | 23.723 (86,7%) | 23.976 (83,4%) |
| Афроамериканци    | 2.883 (10,5%)  | 3.337 (11,6%)  |
| Азијати           | 110 (0,4%)     | 143 (0,5%)     |
| Хиспаноамериканци | 347 (1,3%)     | 657 (2,3%)     |
| Укупно            | 27.373         | 28.757         |